# 671 до н. е.

## Події
- угода між Партатавою, царем скіфів, та Асархаддоном Асирійським.
- Цар Ассирії Асархаддон розбив війська єгипетського фараона Тахарки і зайняв Мемфіс, змусивши самого Тахарку втекти на південь.